# Arbrå socken
Arbrå socken i Hälsingland, ingår sedan 1974 i Bollnäs kommun och motsvarar från 2016 Arbrå distrikt.
Socknens areal är 405,55 kvadratkilometer, varav 372,55 land. År 2000 fanns här 4 190 invånare. Tätorten Vallsta samt tätorten och kyrkbyn Arbrå med sockenkyrkan Arbrå kyrka ligger i socknen.

## Administrativ historik
Arbrå socken har medeltida ursprung. Ur församlingen utbröts 12 juni 1798 en del till den då nybildade Nianfors församling.
Vid kommunreformen 1862 övergick socknens ansvar för de kyrkliga frågorna till Arbrå församling och för de borgerliga frågorna bildades Arbrå landskommun. 23 april 1869 utbröts ett område i kommunens östra del ut för att bli en del av den då nybildade Nianfors landskommun.. Arbrå landskommun utökades 1952 och uppgick sedan 1974 i Bollnäs kommun.  Församlingen uppgick 2002 i Arbrå-Undersviks församling.
1 januari 2016 inrättades distriktet Arbrå, med samma omfattning som församlingen hade 1999/2000.
Socknen har tillhört fögderier, tingslag och domsagor enligt vad som beskrivs i artikeln Hälsingland. De indelta soldaterna tillhörde Hälsinge regemente, Arbrå kompani.

## Geografi

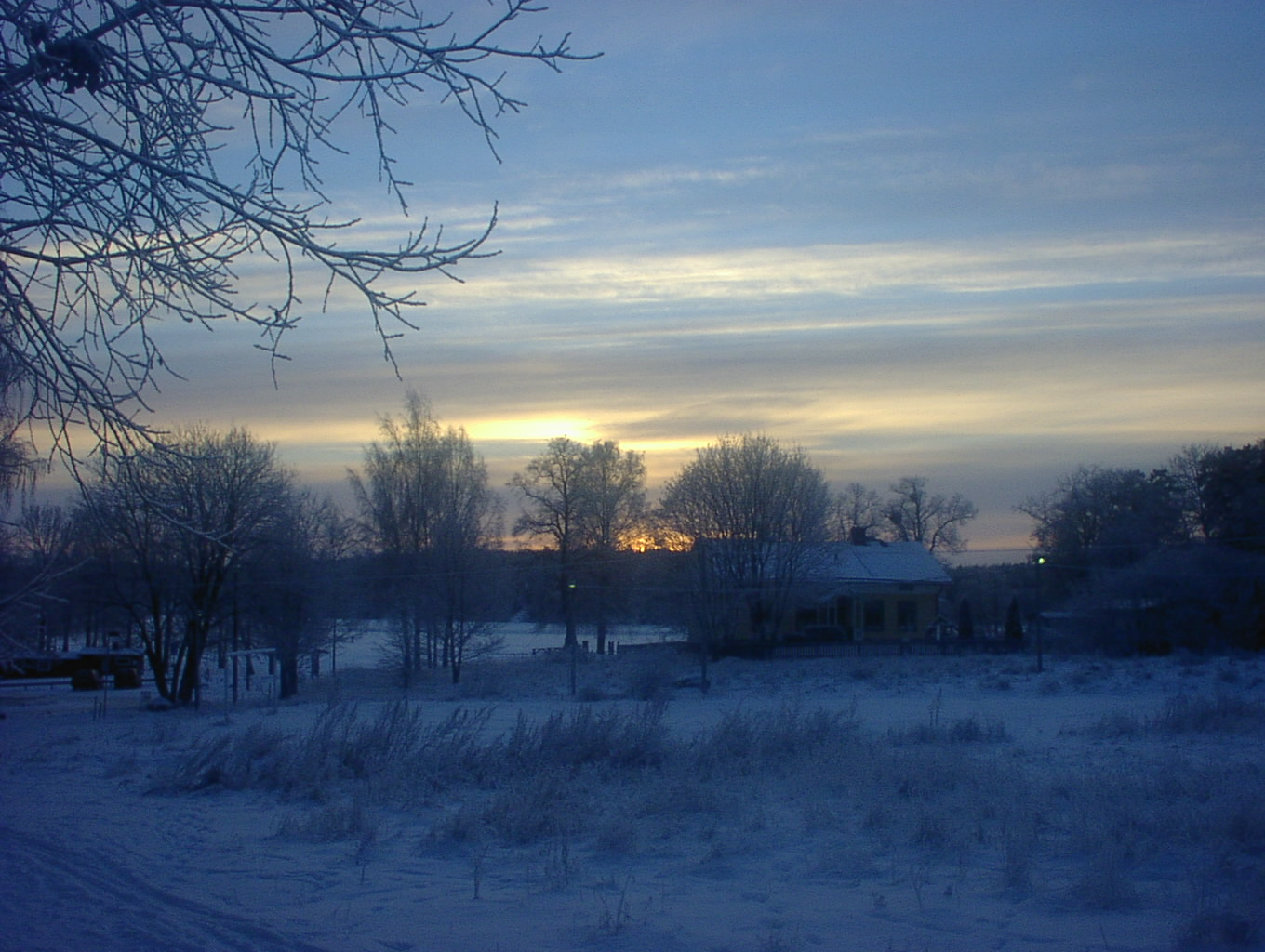
Ljusnans dalgång i Arbrå socken

Arbrå socken ligger kring Ljusnan norr om Bollnäs. Socknen har odlingsbygd vid älven och är i övrigt en kuperad sjörik skogsbygd med höjder som i sydost i Svartbo klint når 431 meter över havet. I västra delen av socknen ligger en skogsmark med fäbodar.
Den tätaste bebyggelsen finns invid riksväg 83 och Norra stambanan. Arbrå och Vallsta har järnvägsstation vid Norra stambanan.

### Geografisk avgränsning
Arbrå socken utsträcker sig på båda sidor om Ljusnan och man kan därför tala om en västlig respektive östlig sockendel. 
Socknen avgränsas i norr av Undersviks socken, i väster av Alfta socken (Ovanåkers kommun) och i söder av Bollnäs socken. I sydost ligger Rengsjö socken och i öster gränsar Arbrå socken mot Enångers respektive Njutångers socken. I nordost gränsar socknen mot Järvsö socken (Ljusdals kommun).
Ljusnan flyter norrifrån och utvidgas i sjöarna Orsjön, Kyrksjön samt Flästasjön. Vid utflödet från Flästasjön (92 m ö.h.) ligger Bomströmmen som för älvens vattenflöde vidare in mot Lottefors i grannsocknen Bollnäs. Kyrksjön ligger mellan Arbrå och Vallsta och har en höjd över havet på cirka 113 m ö.h. Detta innebär att fallhöjden mellan Kyrksjön och Flästasjön, cirka 4 kilometer nedströms är cirka 20 meter. Fallhöjden utnyttjas genom Arbrå kraftstation och Norränge kraftverk.

#### Västra sockendelen

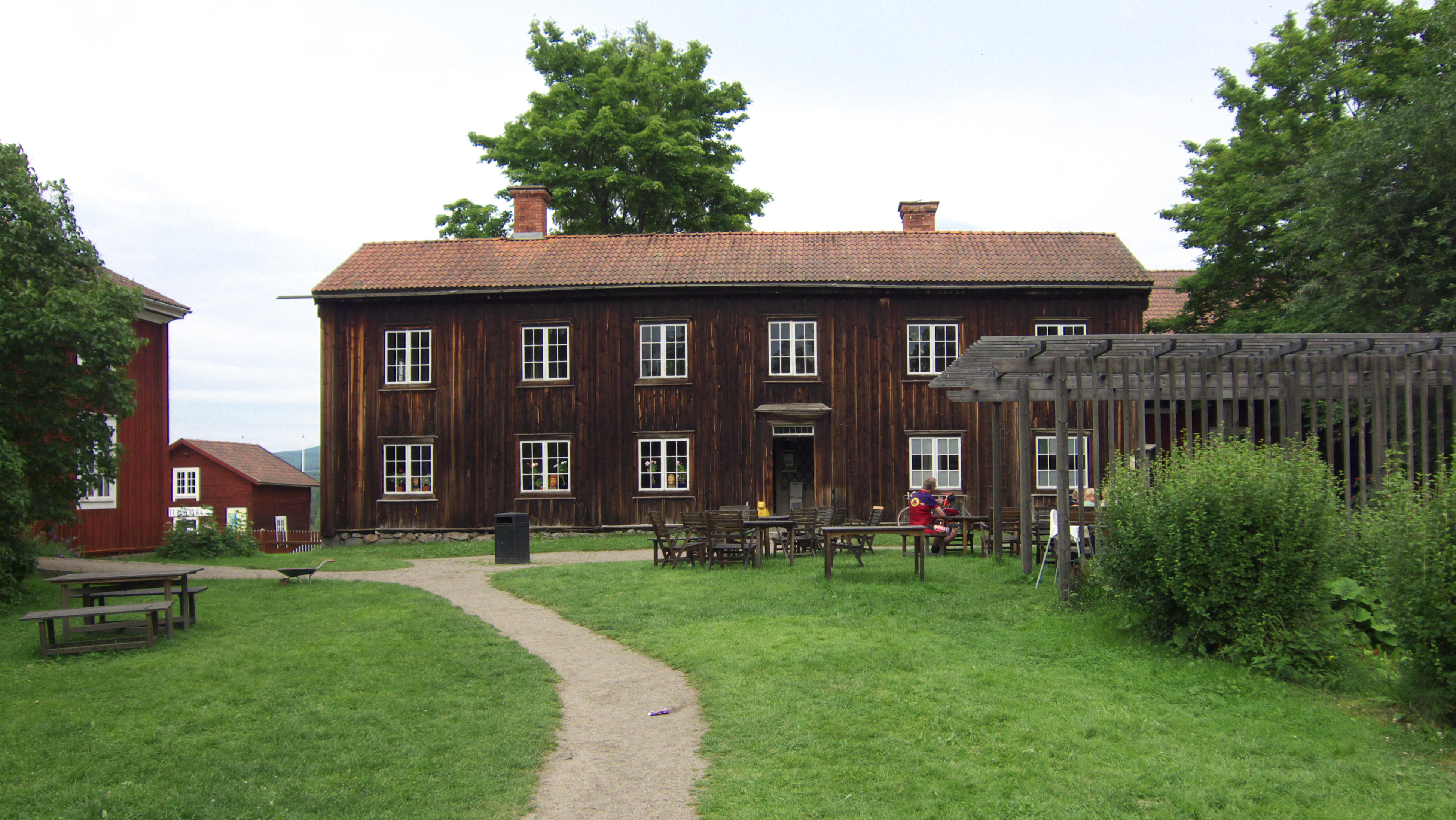
"Träslottet" i Koldemo

Den västra delen av Arbrå socken är den del som har störst invånarantal och de största orterna. Här ligger såväl centralorten Arbrå som den mindre orten Vallsta. Vid Vallsta ligger Arbrå flygplats. Norr om Vallsta ligger Orbaden vid Åsberget (372 m ö.h.). I sydväst når sockenområdet fram till Galvsjön (172 m ö.h.). Galvsjön avvattnas genom Galvån. I ån, några hundra meter nedströms från Galvsjön, ligger "tresockenmötet" Arbrå-Bollnäs-Alfta. Arbrå Gräsberg ligger invid gränsen mot Bollnäs församling i söder. Cirka två kilometer väster om Arbrå samhälle ligger Koldemoåsen som har toppstuga samt en skidbacke.
Västra sockendelen domineras av kuperade skogsområden med gamla fäbodar/gårdar som till exempel Acktjärbo, Bessbo och Möckelåsbo. Längst i nordväst bildar socknen en kil (området kallas Kilarna) som avslutas med ett "fyrsockenmöte" Arbrå-Undersvik-Järvsö-Alfta. De fyra socknarna möts i Röbäckens inflöde i Andån. Vandringsleden Hälsingeleden passerar genom socknens västra del.

#### Östra sockendelen
Arbrå sockens östra del, öster om Ljusnan har några mindre bygder kring områdets vattendrag. Längst i sydost ligger sjön Öjungen (189 m ö.h.).
På östra sidan om älven från Arbrå ligger byn Forsbro. Sydost om denna ligger en dalgång med byarna Forneby och Flästa. Båda byarna består av en mängd gårdar med olika gårdsnamn. I området märks bergstoppen Hisnapp (395 m ö.h.), till vars topp en gångstig leder. Lite väster om Hisnapp ligger en annan topp, Norrberget. Från båda nu nämnda toppar har man en god utsikt över Ljusnandalen i väster. 
På Ljusnans östra strand ligger, räknat från Forsbro, byarna Norränge, Sanna, Roren, Hänsätter och Backa. Den sistnämnda ligger vid östra brofästet på landsvägsbron från Vallsta på vägen mot Nianfors. Längre norrut på Ljusnans östsida ligger byarna Änga samt Iste. Öster om Iste ligger Istesjön (120 m ö.h.), från vilken en dalgång sträcker sig österut, innerymmande bland annat sjöarna Bysjön (126 m ö.h.) samt Lill-Nien (164 m ö.h.). Till skillnad från Bysjön och Istesjön avrinner Lill-Nien mot öster genom Niannoret, genom vilket sockengränsen mellan Njutånger och Arbrå går. Norr om Bysjön ligger en del bebyggelse, dominerad av Nordsjö med Nordsjö kapell.
Arbrå sockens nordligaste punkt ligger i nordost där socknen når fram till Stensjön (269 m ö.h.). Själva sjön ligger i en kil av Järvsö socken. Lite längre mot väster från Stensjön ligger berget Lillberget. Ännu längre mot väster ligger Storberget (425 m ö.h.), på vilket "tresockenmötet" Arbrå-Undersvik-Järvsö ligger. Mellan Storberget och Lillberget ligger en dalgång som kallas Finsk-dalen. Den förbinder, genom ett bergspass, Järvsö socken i norr med Arbrå i söder. Cirka två kilometer sydost om Stensjön ligger ett "fyrsockenmöte" Arbrå-Järvsö-Delsbo-Njutånger. Delsbo socken når fram till just denna punkt. I övrigt gränsar Arbrå inte mot Delsbo.

## Fornlämningar
Från stenåldern finns boplatser och järnåldern ett 20-tal gravar.

## Namnet
Namnet (1314 Örbaradh) innehåller förleden ör, 'sanbank', efterleden radh, 'bygd'. Namnets tolkning blir då 'örbornas bygd' syftande på Ljusnans västra strand.

## Befolkningsutveckling
| Befolkningsutvecklingen i Arbrå socken 1750–1990                                                         | Befolkningsutvecklingen i Arbrå socken 1750–1990 | Befolkningsutvecklingen i Arbrå socken 1750–1990 | Befolkningsutvecklingen i Arbrå socken 1750–1990 | Befolkningsutvecklingen i Arbrå socken 1750–1990 |
| --- | ------------------------------------------------ | ------------------------------------------------ | ------------------------------------------------ | ------------------------------------------------ |
| |                                                  |                                                  |                                                  |                                                  |
| År |                                                  |                                                  | Folkmängd                                        |                                                  |
| 1750 | 1750                                             |                                                  | 1 205                                            |                                                  |
| 1760 | 1760                                             |                                                  | 1 276                                            |                                                  |
| 1769 | 1769                                             |                                                  | 1 428                                            |                                                  |
| 1780 | 1780                                             |                                                  | 1 529                                            |                                                  |
| 1790 | 1790                                             |                                                  | 1 688                                            |                                                  |
| 1800 | 1800                                             |                                                  | 1 835                                            |                                                  |
| 1810 | 1810                                             |                                                  | 1 842                                            |                                                  |
| 1820 | 1820                                             |                                                  | 2 166                                            |                                                  |
| 1830 | 1830                                             |                                                  | 2 362                                            |                                                  |
| 1840 | 1840                                             |                                                  | 2 454                                            |                                                  |
| 1850 | 1850                                             |                                                  | 2 597                                            |                                                  |
| 1860 | 1860                                             |                                                  | 2 776                                            |                                                  |
| 1870 | 1870                                             |                                                  | 2 983                                            |                                                  |
| 1880 | 1880                                             |                                                  | 3 665                                            |                                                  |
| 1890 | 1890                                             |                                                  | 4 317                                            |                                                  |
| 1900 | 1900                                             |                                                  | 4 972                                            |                                                  |
| 1910 | 1910                                             |                                                  | 5 710                                            |                                                  |
| 1920 | 1920                                             |                                                  | 6 103                                            |                                                  |
| 1930 | 1930                                             |                                                  | 5 857                                            |                                                  |
| 1940 | 1940                                             |                                                  | 5 422                                            |                                                  |
| 1950 | 1950                                             |                                                  | 5 260                                            |                                                  |
| 1960 | 1960                                             |                                                  | 5 031                                            |                                                  |
| 1970 | 1970                                             |                                                  | 4 590                                            |                                                  |
| 1980 | 1980                                             |                                                  | 4 779                                            |                                                  |
| 1990 | 1990                                             |                                                  | 4 708                                            |                                                  |
| Anm: Källor: Umeå universitet - Tabellverket 1749-1859, Demografiska databasen, CEDAR, Umeå universitet. |                                                  |                                                  |                                                  |                                                  |

## Kända personer från bygden
- Anders Eriksson
- Olof Jonsson i Hov
- Peter Stormare
- Anna-Clara Tidholm
- Thomas Tidholm
- Victoria Silvstedt